# غدامس للنقل الجوي
طيران غدامس هي شركة طيران ليبية مملوكة للقطاع الخاص. تأسست في 2004. تتخذ من طرابلس مقرا لها. تسير رحلات مجدولة داخل ليبيا وأوروبا وشمال أفريقيا والشرق الأوسط.
تسير غدامس رحلات داخلية منتظمة بين طرابلس والبيضاء وكذلك مدينة بنغازي وسبها إضافة لرحلات دولية مثل تونس مصر السودان تركيا الأردن.

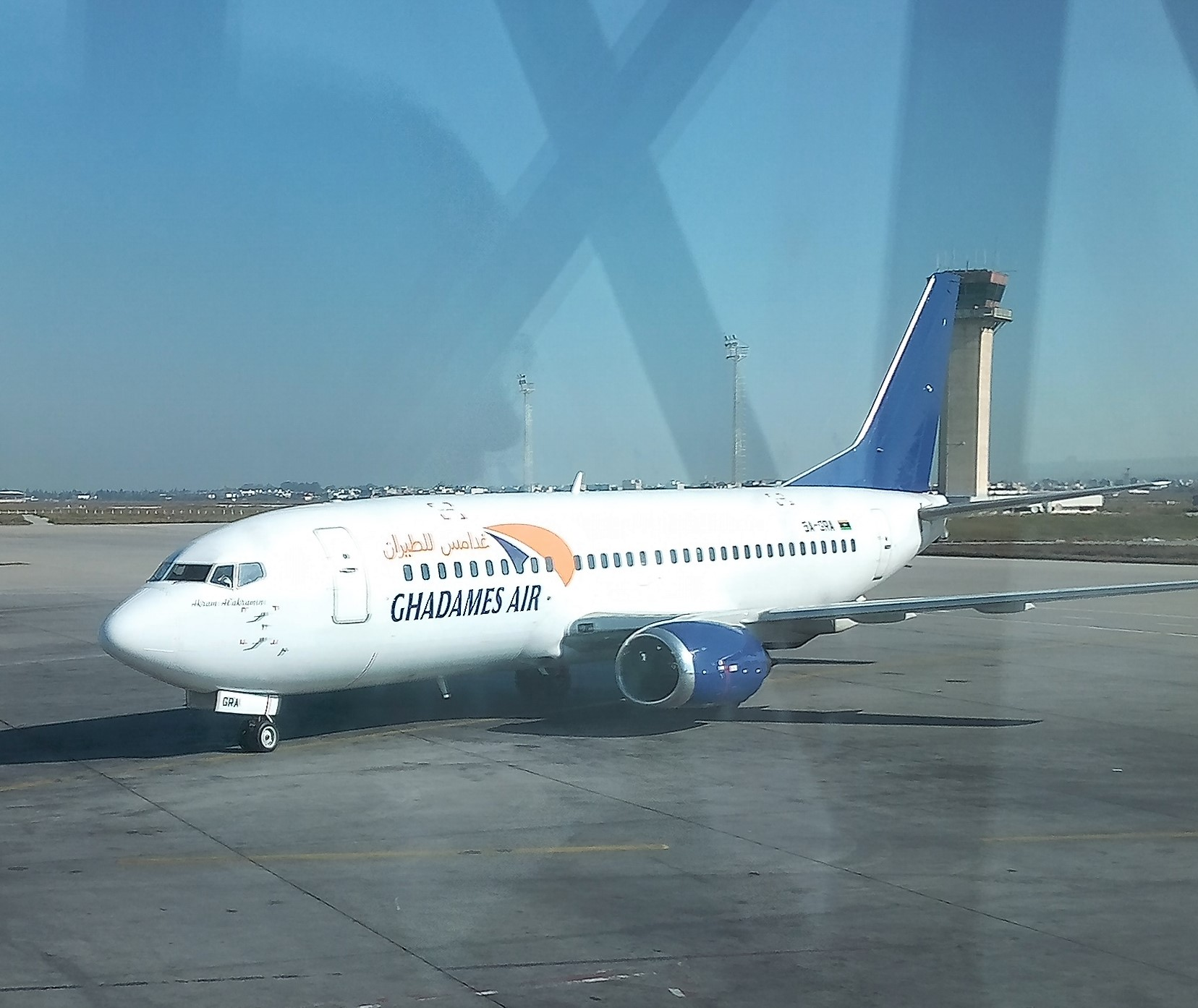
غدامس للطيران طائرة بوينج 737 في مطار تونس قرطاج في فبراير2023